# Exploseum w Bydgoszczy

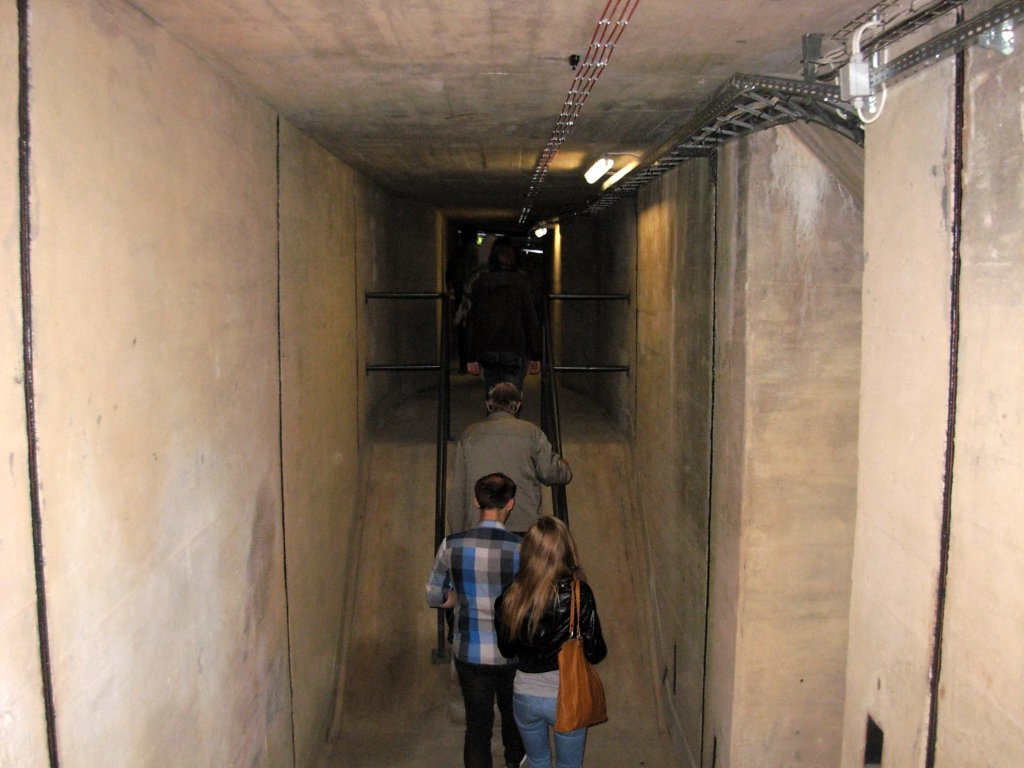
Wnętrze jednego z tuneli łączących budynki

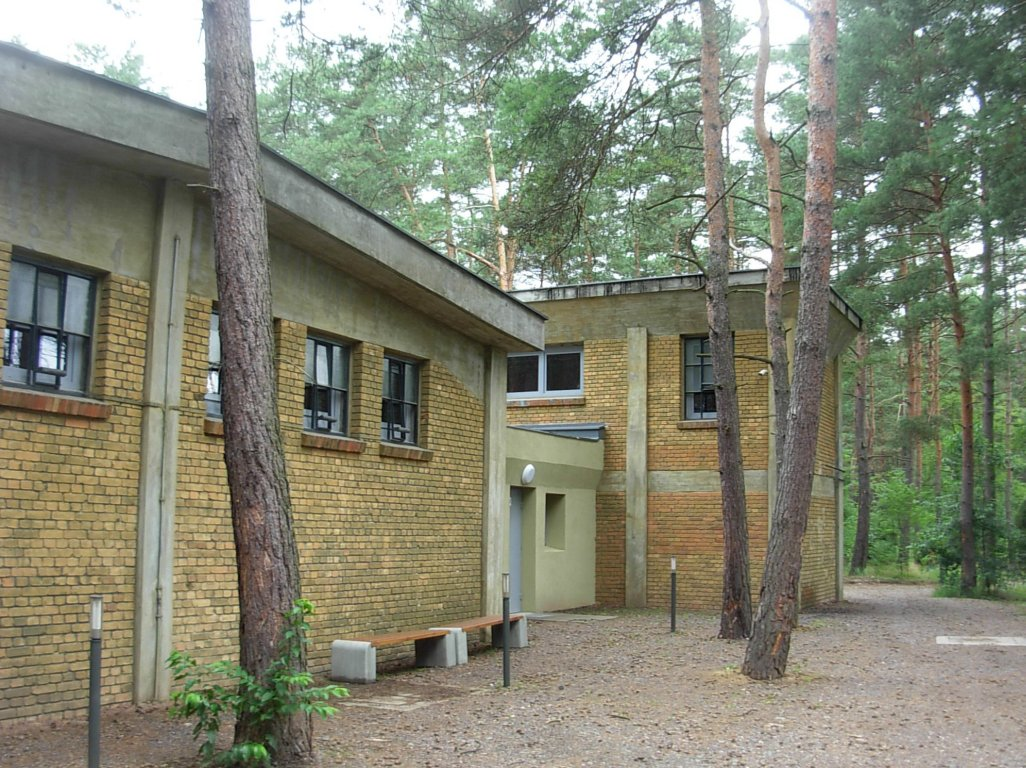
Budynek nr 1157

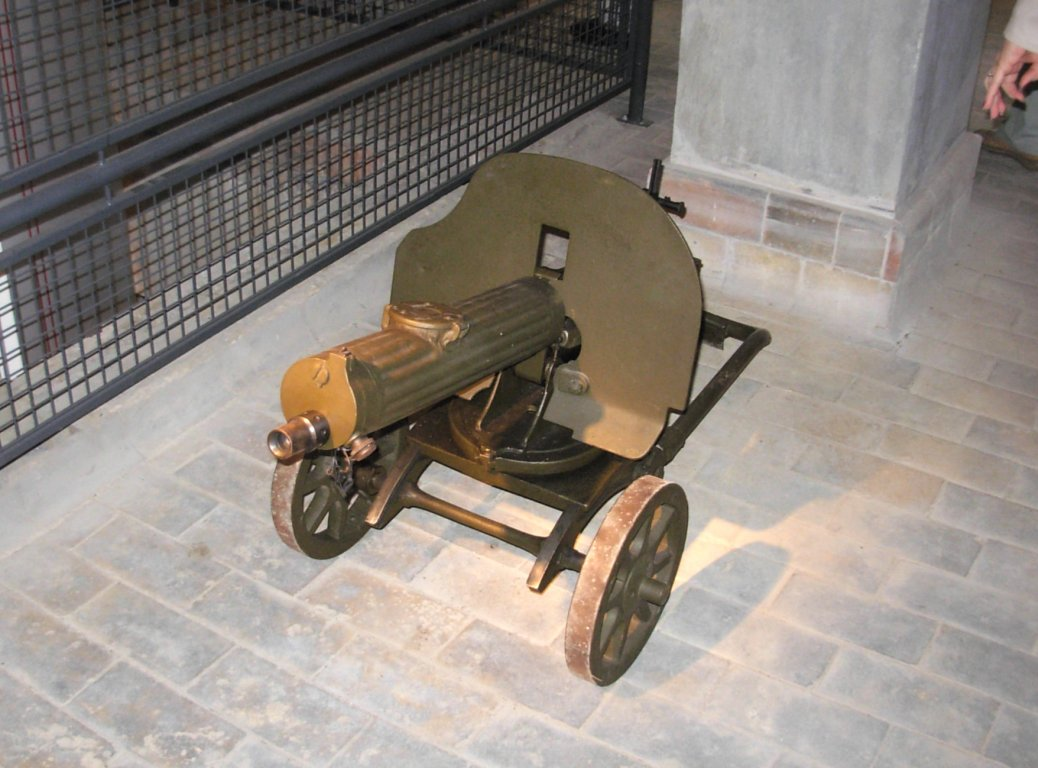
Ekspozycja uzbrojenia – ckm Maxim z 1910 r.

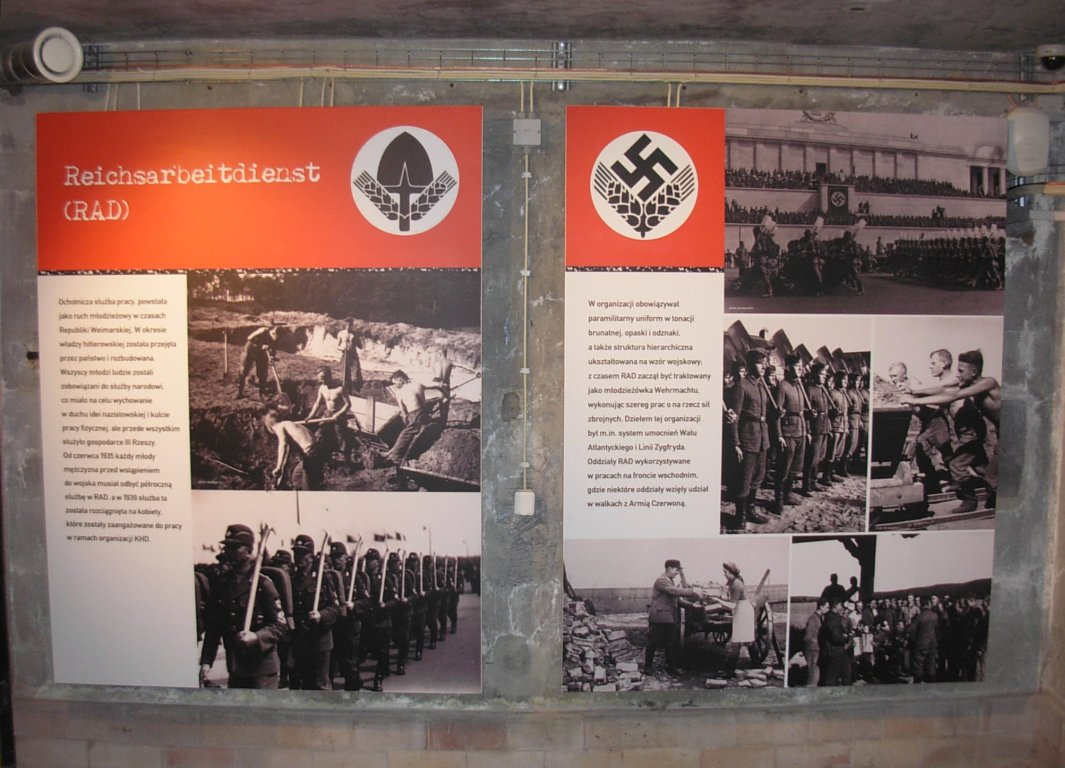
Wystawa o Reichsarbeitsdienst

Exploseum w Bydgoszczy – placówka muzealna w Bydgoszczy, oddział Muzeum Okręgowego im. Leona Wyczółkowskiego w Bydgoszczy, prezentująca architekturę przemysłową III Rzeszy na obszarze DAG Fabrik Bromberg (jednego z największych przedsiębiorstw zbrojeniowych III Rzeszy wzniesionego na okupowanych ziemiach polskich), wraz z podziemną trasą turystyczną. Ekspozycje dotyczą historii koncernu DAG, którego założycielem był Alfred Nobel, fabryki DAG Bromberg, wojskowości, uzbrojenia, materiałów wybuchowych, a także pracy przymusowej na terenach III Rzeszy, ruchu oporu, konspiracji i sabotażu.
Exploseum należy do miejskiego Szlaku Wody, Przemysłu i Rzemiosła w Bydgoszczy TeH2O oraz jest punktem kotwicznym Europejskiego Szlaku Dziedzictwa Przemysłowego ERIH.

## Wyróżnienia
1. W 2012 ekspozycja „Exploseum – Centrum techniki wojennej DAG Fabrik Bromberg” bydgoskiego Muzeum Okręgowego uhonorowana została Nagrodą Ministra Kultury i Dziedzictwa Narodowego i uznana Wydarzeniem Muzealnym Roku SYBILLA 2011 w kategorii wystawy techniki[1].
2. W 2015 roku Exploseum zostało włączone do Europejskiego Szlaku Dziedzictwa Przemysłowego, zyskując rangę tzw. punktu kotwicznego, jednego z 6 w Polsce i 77 w Europie. Punkty kotwiczne to obiekty industrialne o ponadregionalnym znaczeniu dla przemysłowej historii Europy i o dużym potencjale turystycznym, spełniające odpowiednie normy jakościowe[2]
3. 17 lutego 2017 Exploseum otrzymało Certyfikat Najlepszy Produkt Turystyczny 2016 nadany przez Polską Organizację Turystyczną[3]

## Położenie
Muzeum obejmuje osiem zaadaptowanych budynków strefy produkcji nitrogliceryny (niem. NGL-Betrieb), połączonych tunelami. Stanowi to ok. 1% powierzchni dawnej DAG Fabrik Bromberg. Całe założenie znajduje się w Puszczy Bydgoskiej, na południowym obrzeżu Bydgoskiego Parku Przemysłowo-Technologicznego, ok. 6 km na południowy wschód od centrum miasta Bydgoszczy. W 2012 r. oddzielono strefę muzeum od Zachemu, co umożliwia swobodny dostęp do Exploseum.

## Zwiedzanie
Zwiedzanie odbywa się samodzielnie lub w grupach z przewodnikiem po rezerwacji telefonicznej. Trwa ok. 2 godzin i obejmuje przejście specjalnie wytyczoną trasą przez wszystkie obiekty łączącymi je tunelami oraz ścieżkami, oglądanie wystaw, multimediów, a także krótkiego filmu. W zwiedzaniu pomagają multimedia w postaci podkładów muzycznych, efektów dźwiękowych, filmów i ekranów interaktywnych.

## Historia

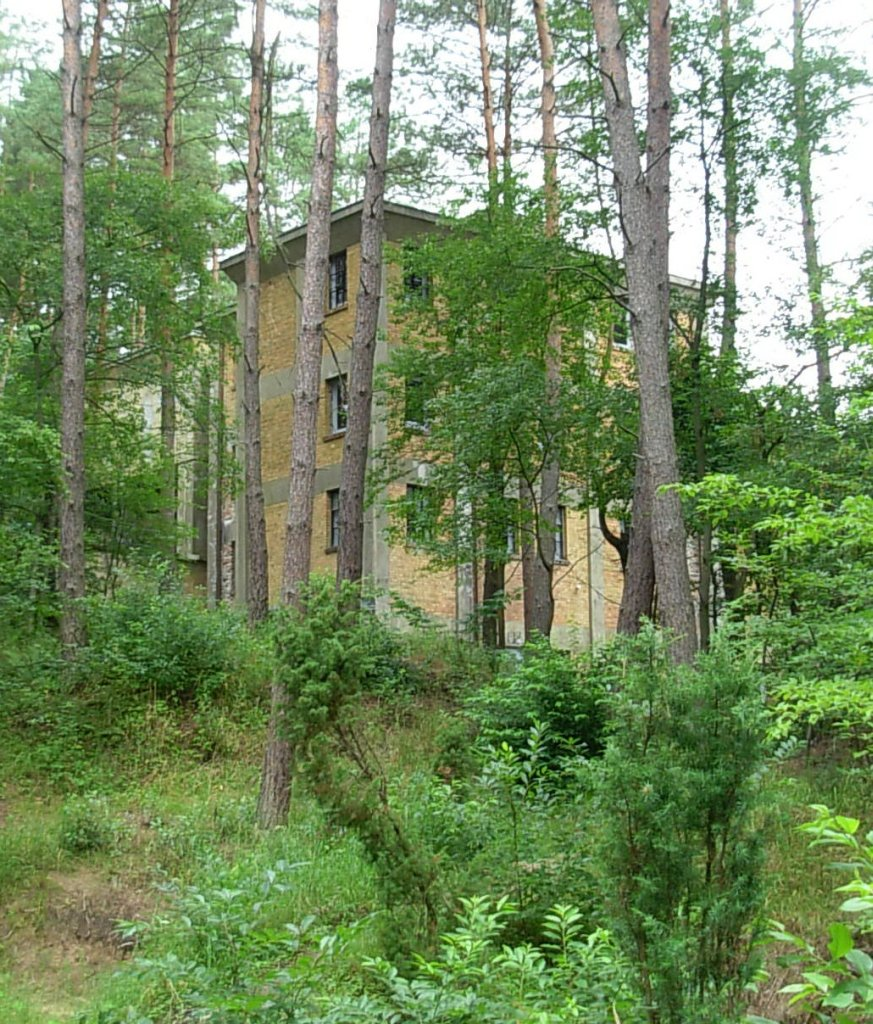
Budynki zamaskowane w lesie

Podstawą do utworzenia Exploseum były opuszczone po 1945 r., niedostępne dla osób postronnych i w większości niewykorzystane obiekty dawnej Fabryki Prochu i Amunicji DAG Fabrik Bromberg z okresu II wojny światowej. Kombinat tajnej produkcji prochu i wypełniania amunicji, wzniesiony rękoma robotników przymusowych należał do przedsiębiorstwa Dynamit Aktien-Gesellschaft (DAG), którego korzenie sięgają lat 60. XIX wieku i postaci Alfreda Nobla.
Jesienią 1939 roku, wkrótce po zajęciu Bydgoszczy, w lesie blisko podmiejskiego Łęgnowa, Niemcy rozpoczęli budowę ogrodzenia, które objęło powierzchnię 23 km² – areał przyszłej fabryki. Do końca 1944 roku powstało ponad 1000 budynków, 400 km dróg i 40 km torów kolejowych. Kompleksowy program budowy obejmował budynki produkcyjne, obiekty infrastruktury elektrycznej, cieplnej, wodnej i kanalizacyjnej, schrony, laboratoria, warsztaty, budynki straży pożarnej, ambulatoria, obiekty administracyjne i socjalne, kordegardy, budynki nadzoru, osiedla mieszkalne dla kadry kierowniczej oraz obozy baraków dla robotników przymusowych.
Zakład dzielił się na dwie części, oddzielone przebiegającą południkowo magistralą węglową Śląsk-Porty. Część zachodnia (niem. DAG Kaltwasser) dzieliła się na NC-Betrieb (nitroceluloza), POL-Betrieb (proch bezdymny) z placem prób balistycznych oraz NGL-Betrieb (nitrogliceryna). Obszar wschodni (niem. DAG Brahnau) składał się z TRI-Betrieb i DI-B-Betrieb (trotyl i dinitrobenzen, wykorzystywany m.in. w pociskach V1) oraz Füllstelle (elaboracja amunicji, m.in. bomb lotniczych, pocisków artyleryjskich i ładunków prochowych).
Według założeń fabryka w Bydgoszczy-Łęgnowie miała być największym zakładem koncernu Dynamit DAG. Był to jeden z największych zakładów przemysłowych wzniesionych przez władze III Rzeszy na polskich terenach okupowanych i najbardziej na wschód wysunięta hitlerowska fabryka produkująca materiały wybuchowe. Szacuje się, że ogółem w fabryce pracowało 30–40 tys. robotników, w tym bezpośrednio przy produkcji – około 10 tysięcy (ponad 50% stanowili Polacy, resztę Niemcy oraz jeńcy wojenni z kilkunastu krajów Europy). Produkcję kontynuowano do ostatnich dni przed wkroczeniem Armii Czerwonej. Żołnierze radzieccy wywieźli wszystkie urządzenia techniczne do ZSRR, zaś puste obiekty przekazano polskim władzom. Te z kolei zamknęły teren dla osób postronnych ze względu na prowadzoną tu od lat 50. XX w. ściśle tajną produkcję materiałów wybuchowych oraz produktów chemicznych.
Przez długie lata setki obiektów, połączonych tunelami i zamaskowanych w zalesionym terenie było eksplorowanych w tajemnicy przez miłośników techniki i wojskowości, a cały teren dawnej fabryki otaczała aura tajemniczości. Po II wojnie światowej część obszaru fabryki została zajęta przez instalacje chemiczne zakładów Zachem i Nitrochem, zaś od 2004 r. w południowej części terenu rozpoczęto budowę Bydgoskiego Parku Przemysłowo-Technologicznego.
Wzrost zainteresowania historią tajemniczych obiektów oraz zagrożenie ich wyburzenia związane z rozbudową BPPT, było podstawą decyzji władz miejskich zorganizowania na tym terenie placówki muzealno-turystycznej. Zadanie stworzenia skansenu architektury przemysłowej i trasy turystycznej na terenie tzw. NGL-Betrieb – strefy produkcji nitrogliceryny, powierzono Muzeum Okręgowemu im. Leona Wyczółkowskiego w Bydgoszczy. Inicjatywa trafiła na listę projektów kluczowych Regionalnego Programu Operacyjnego województwa kujawsko-pomorskiego 2007-2011, umożliwiającego sfinansowanie przedsięwzięcia z funduszy Unii Europejskiej. Wartość całkowita projektu wynosiła 8,4 mln zł, z czego dofinansowanie z Europejskiego Funduszu Rozwoju Regionalnego wyniosło 5,3 mln zł.
Prace adaptacyjne rozpoczęto w listopadzie 2008 r., a ukończono w maju 2011 r. 7 lipca tego roku placówkę otwarto dla zwiedzających. Koncepcję i scenariusz ekspozycji opracował Michał Pszczółkowski z Muzeum Okręgowego im. Leona Wyczółkowskiego w Bydgoszczy, projekt architektoniczny – gdyńska pracownia Kleczkowski – Architekt, projekt aranżacji przestrzeni ekspozycyjnej – warszawskie studio Stage & Design, zaś wykonawstwo robót budowlanych, projekt wykonawczy i wykonawstwo ekspozycji – bydgoska firma budowlana Kontbud.
W październiku 2020 wytyczono drugą trasę zwiedzania, wiodącą terenem leśnym wokół budynków: przygotowania produkcji, nitracji gliceryny, denitracji kwasów, płukania kwasów, stabilizacji nitrogliceryny i żelatynizacji. Turyści będą mogli poznać sposoby maskowania budowli, nietypowe rozwiązania konstrukcyjne budynków oraz przeznaczenie każdego z obiektów w okresie ich funkcjonowania, w tym korytarze ucieczkowe i miejsca ukrycia ludzi przed falą wybuchową oraz mury przeciwwybuchowe. Zaprezentowane będą sposoby rozkładania się fali wybuchowej po przejściu przez specjalnie zaprojektowane szklane ściany wydmuchowe (pierwotnie były drewniane z osadzonym zbrojonym szkłem), które zastosowano w budynkach nitracji gliceryny oraz stabilizacji nitrogliceryny.

## Strefa NGL
Muzeum urządzone jest na części obszaru NGL-Betrieb DAG Fabrik Bromberg. Jest to wydział produkcyjny zlokalizowany w południowej części fabryki.
W okresie wojny był to wyodrębniony wydział wytwarzający nitroglicerynę, którą mieszano z nitrocelulozą na potrzeby dalszej produkcji w innych częściach zakładu (POL-Betrieb). Strefa była całkowicie niezależna, posiadając własną kotłownię, ujęcie wody oraz bocznice kolejowe z rampami i magazynami. W lesistym, pagórkowatym terenie rozmieszczono kilkanaście budynków produkcyjnych, tworzących dwie równoległe linie technologiczne. Produkcję uruchomiono w styczniu 1944 roku i kontynuowano z przerwami do stycznia 1945 roku, kiedy to opuszczony przez Niemców zakład, przejęła Armia Radziecka. Od tego czasu następował błyskawiczny proces demontażu urządzeń i wywożenia ich do Związku Radzieckiego.
W skład ciągu produkcyjnego wchodziły następujące budynki (połączone podziemnymi korytarzami):
1. Budynek przygotowania produkcji – otoczony był nasypem ziemnym z trzech stron; sporządzano w nim mieszaninę nitrującą glicerynę i roztwór węglanu sodu.
2. Budynki: nitracji, filtracji i kaskada popłuczyn – odbywały się w nich kluczowe procesy technologiczne (reaktor nitracji); z racji wielkiego zagrożenia wybuchem budynki te były typu bunkrowego, ze ściankami wydmuchowymi i nasypem ziemnym; z każdego z nich wyprowadzono oprócz tuneli technologicznych także tunele ucieczkowe dla załogi.
3. Magazyn kwasów odpadkowych – składowano tu zużyty kwas siarkowy.
4. Budynek żelatynizacji – czteropiętrowy, bez nasypu ziemnego, jednak ze ścianką wydmuchową; znajdowało się tu 6 niezależnych zespołów aparatów w trzech pomieszczeniach.
5. Budynek walców odwadniających – znajdowało się tu 6 walców osuszających ciasto prochowe.
6. Budynek denitracji – czteropiętrowy, normalnej konstrukcji.

W strefie NGL znajduje się unikatowa, rozbudowana sieć podziemnych, częściowo również i naziemnych tuneli, łączących większość budynków. Tunele zabezpieczały przebiegające w nich rurociągi oraz umożliwiały szybką i bezpieczną komunikację pomiędzy budynkami, a w przypadku zagrożenia bądź eksplozji – pełniły rolę schronów. Na dwóch ciągach produkcyjnych rozpoznano 4 niezależne poziomy tuneli, o łącznej długości 1825 m. Tunele charakteryzują się zróżnicowaną długością i wielkością, nawet w obrębie jednego poziomu.

## Ekspozycja
Ekspozycje muzealne znajdują się w pustych wnętrzach siedmiu budynków fabrycznych o łącznej powierzchni 1819,8 m kw., ograbionych niegdyś z aparatury przez Armię Czerwoną. Budynki te, zamaskowane i wkomponowane w wydmowy krajobraz Puszczy Bydgoskiej, połączone są tunelami, co miało minimalizować skutki ewentualnych eksplozji. Kwestiom bezpieczeństwa podporządkowana jest ich konstrukcja; są wyposażone m.in. w lekkie, przeszklone ściany wydmuchowe, szkieletową konstrukcję (ceglano-żelbetową) oraz zaokrąglone naroża. We wnętrzach znajdują się wanny bezpieczeństwa, cokoły i otwory po dawnych instalacjach. Każdy z tuneli znajduje się na innym poziomie, zaś wyjścia z budynków nigdy nie znajdują się naprzeciw siebie. We wnętrzach znajdują się wystawy muzealne oparte na nowoczesnych środkach przekazu: ikonografię, multimedia i rozwiązania interaktywne.
Niezależnie od ekspozycji zagadnień tematycznych, wystawiane są różnego rodzaju przedmioty, odnalezione w 2009 roku w ramach prac wykopaliskowych na strefie NGL. Są to m.in. żarówki, talerze, naczynia laboratoryjne, żetony narzędziowe oraz elementy uzbrojenia i amunicji.

### Obiekty
| Numer | Nazwa                           | Wystawa | Uwagi |
| ----- | ------------------------------- | --- | --- |
| 1134  | Budynek przygotowania produkcji | Kasy biletowe                                                                                                  | Mieści kasy biletowe, poczekalnię, sanitariaty, zaś przed budynkiem – parking. |
| 1133  | Budynek przygotowania produkcji | Alfred Nobel i jego dziedzictwo – Dynamit Aktien Gesselschaft Historia i produkcja zakładu DAG Fabrik Bromberg | Wystawa obejmuje m.in. biografię Alfreda Nobla, multimedialne drzewo genealogiczne dynastii Noblów, historię Nagrody Nobla oraz galerię beneficjentów tej nagrody. Druga część ekspozycji obejmuje historię przedsiębiorstwa Dynamit AG, założonej przez Alfreda Nobla, plany i zdjęcia archiwalne wczesnych fabryk DAG, postaci związane z wczesną historią firmy i inne informacje historyczne. Są tu również wystawy dotyczące historii i produkcji zakładu DAG Fabrik Bromberg, rozwoju przedsiębiorstw DAG w okresie III Rzeszy (1933-1945), w tym budowę fabryki DAG Fabrik Bromberg. Ekspozycja jest zilustrowana za pomocą archiwalnych filmów, fotografii i dokumentów. Przedstawiono tu m.in. wielkoformatową mapę lotniczą fabryki z 1944 roku, historię oraz projekty dokumentacji technicznej. |
| 1137  | Budynek nitracji                | Produkcja nitrogliceryny                                                                                       | Interaktywną ekspozycja, wprowadzającą w tajniki produkcji nitrogliceryny począwszy od XIX w. |
| 1115  | Budynek denitracji              | Historia broni i uzbrojenia                                                                                    | Podstawą ekspozycji są militaria, zgromadzone przez bydgoskie Muzeum Okręgowe. Wśród nich są m.in.: XV-wieczna hakownica, broń skałkowa, colt z połowy XIX wieku, rosyjski ckm Maxim z 1910 r. Wystawa obejmuje również makiety średniowiecznych machin oblężniczych, multimedialne animacje oraz zbiór ikonografii wojennej. |
| 1145  | Płuczki kaskadowe               | Fabryka DAG Düneberg – Krümmel                                                                                 | Wystawa obejmuje zdjęcia, plany i archiwalia dotyczące najstarszej niemieckiej fabryki Dynamit Aktien-Gesellschaft, założonej w 1865 r. przez Alfreda Nobla pod Hamburgiem (w tym akt notarialny założenia firmy; pierwszą fabrykę Nobel zbudował w 1864 r. w Vinterviken pod Sztokholmem, po opracowaniu metody produkcji nitrogliceryny na skalę przemysłową). |
| 1141  | Budynek stabilizacji            | Historia materiałów wybuchowych                                                                                | Mieści multimedialne ekspozycje przedstawiające historię prochu czarnego oraz nowoczesnych materiałów wybuchowych XIX i XX wieku. Wśród prezentowanych eksponatów znajdują się m.in. prochownice oraz wytwornica heksogenu. |
| 1153  | Budynek żelatynizacji           | Praca przymusowa w zakładach III Rzeszy                                                                        | Ekspozycja obejmuje m.in. ausweisy pracownicze, karty osobowe oraz unikatowe fotografie i filmy propagandowe ukazujące pracę w zakładach DAG oraz innych przedsiębiorstwach zbrojeniowych III Rzeszy. Prezentowane są metalowe tabliczki identyfikacyjne, legitymacje i przepustki zakładowe oraz rozkazy komendanta obozu koncentracyjnego Stutthof dotyczące powołania obozu karnego na terenie zakładu. |
| 1157  | Walce osuszające i magazyn      | Konspiracja w DAG Fabrik Bromberg, Armia Czerwona                                                              | Mieści materiały przedstawiające działalność konspiracyjno-sabotażową polskich robotników przymusowych, w tym meldunki oraz galeria członków konspiracji AK, opatrzona informacjami biograficznymi. Druga część wystawy przedstawia działalność Armii Czerwonej na ziemiach polskich, opierając się na kontraście pomiędzy propagandą heroizmu a działalnością zbrodniczą. Ekspozycję wzbogacają oryginalne rysunki i napisy pozostawione na ścianach budynku przez jeńców wojennych i żołnierzy radzieckich oraz ślady demontażu wyposażenia fabryki przeprowadzonego w 1945 r. przez Armię Radziecką. |

## Galeria

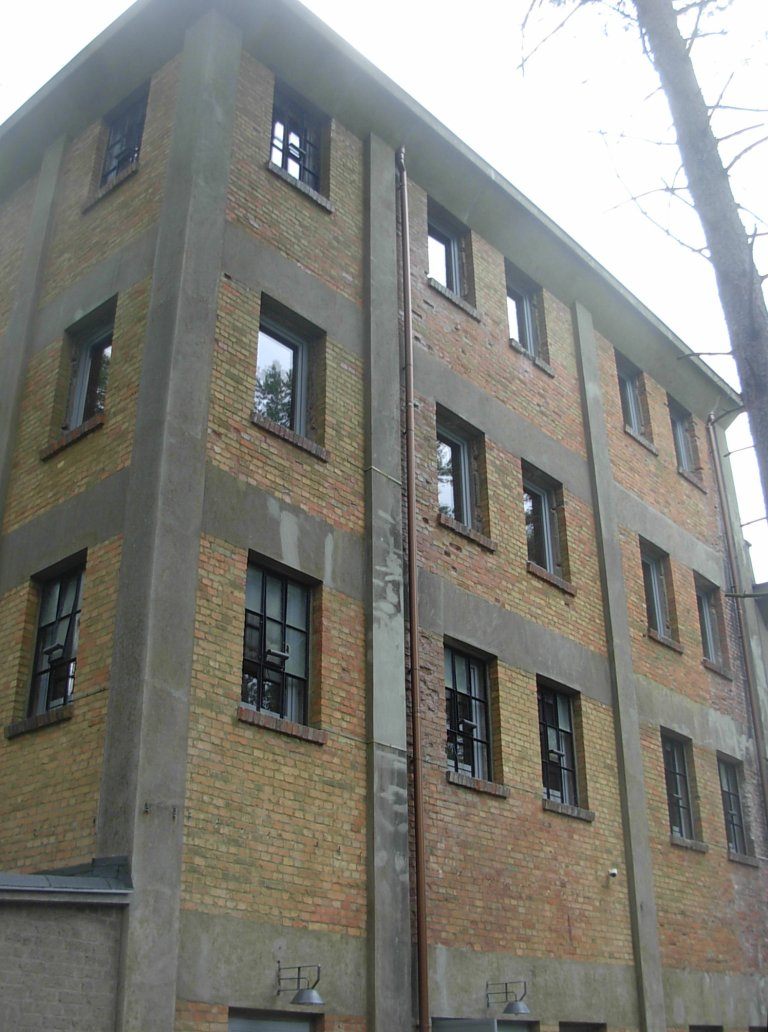
Ceglano-żelbetowa, szkieletowa konstrukcja budynków
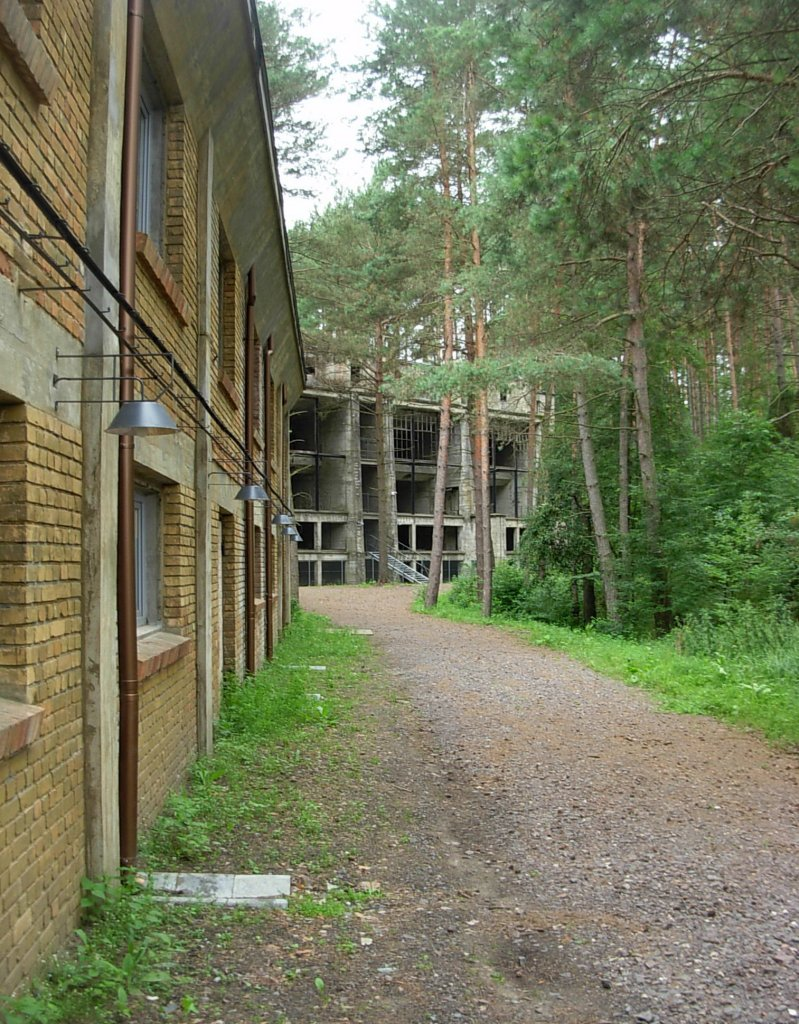
Fragment trasy zwiedzania, na zewnątrz obiektów
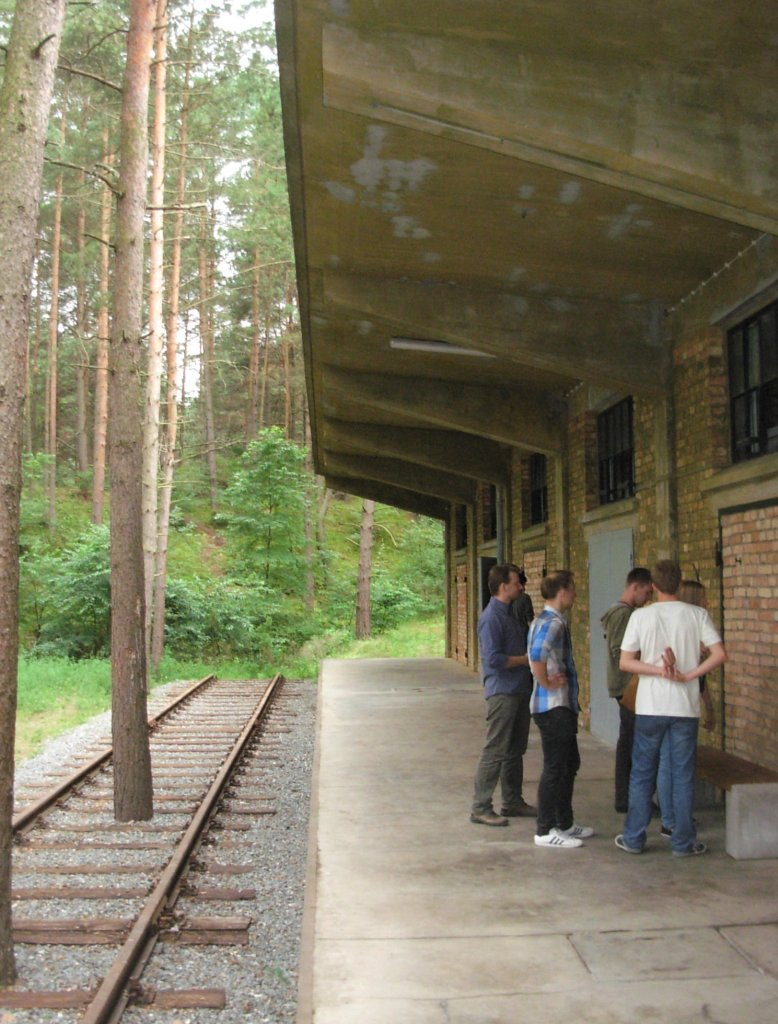
Rampa kolejowa
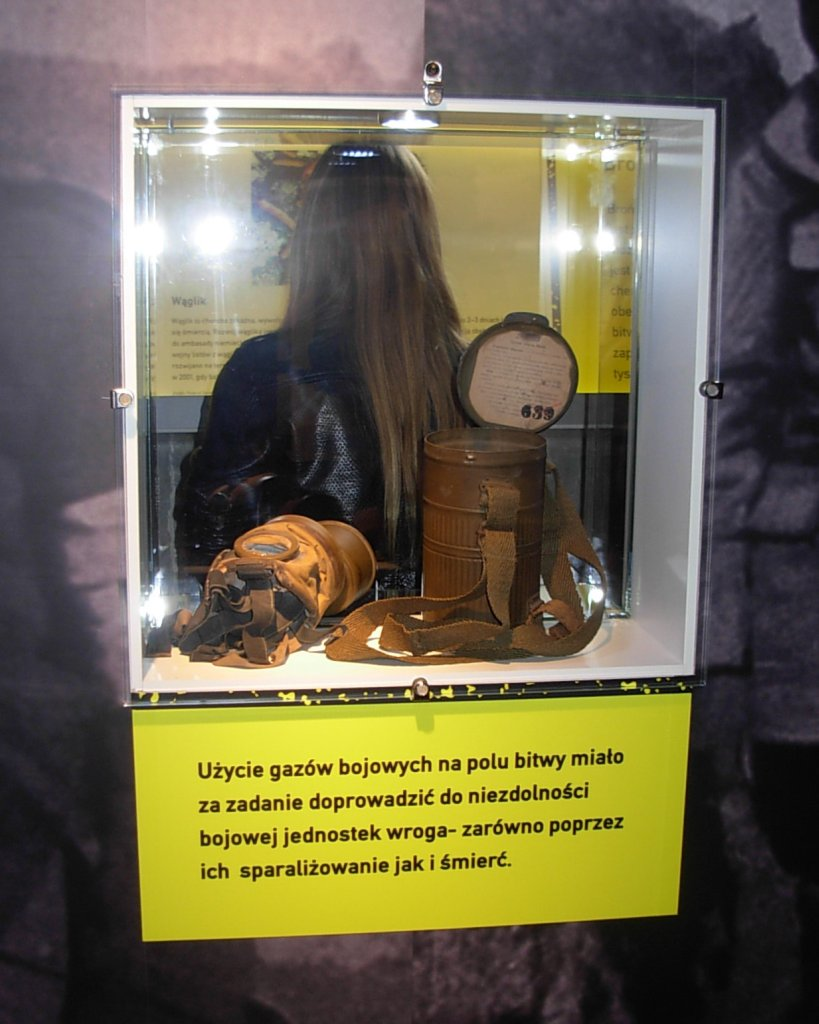
Jedna z ekspozycji w dziale broni chemicznej
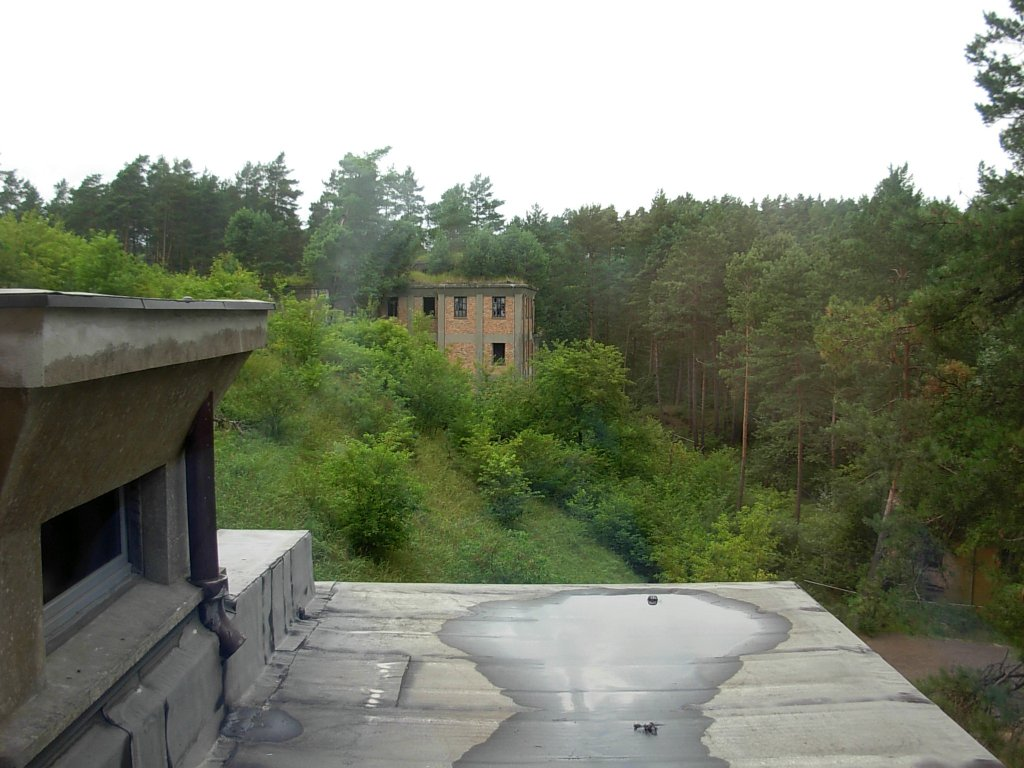
Widok z okna budynku
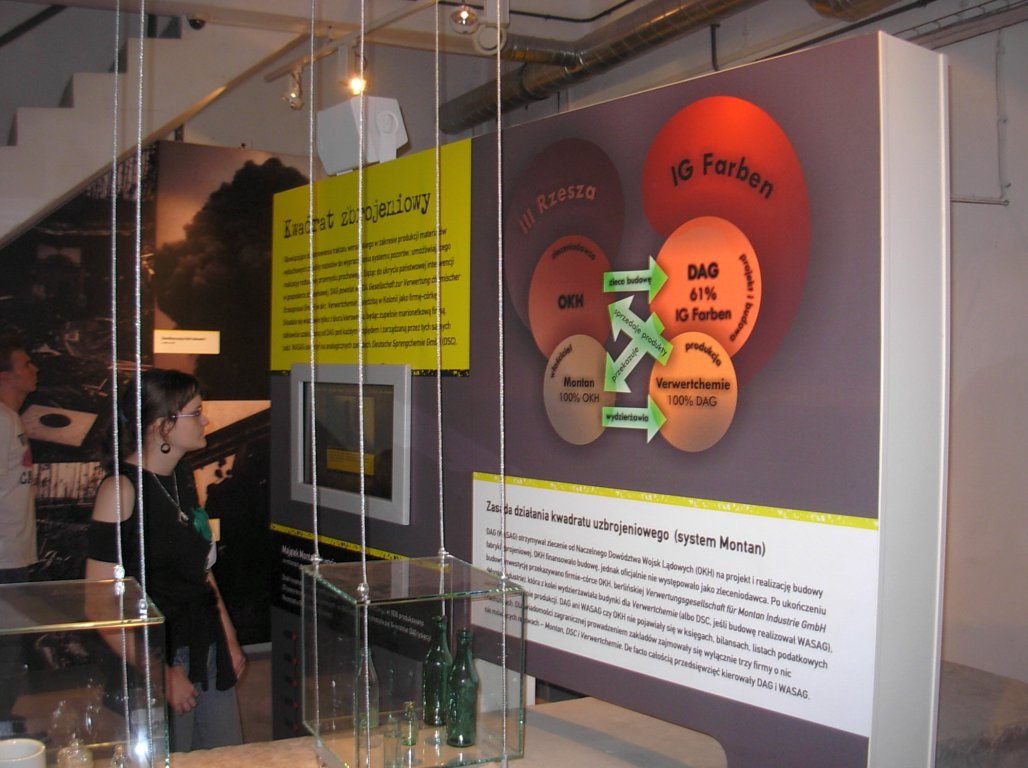
Jedna z ekspozycji
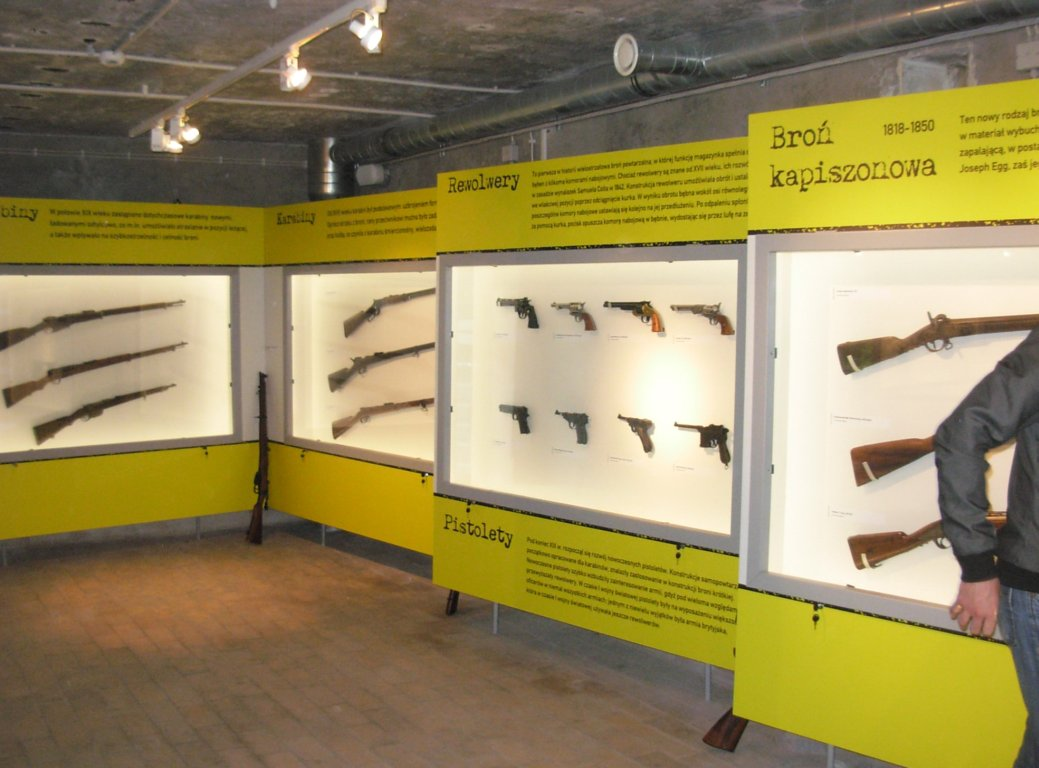
Wystawa broni strzeleckiej